# Itala

Ubicació d'Itala dins de la província

Itala (sicilià Itala) és un municipi italià, dins de la ciutat metropolitana de Messina. L'any 2008 tenia 1.680 habitants. Limita amb els municipis d'Alì, Alì Terme, Fiumedinisi, Messina i Scaletta Zanclea.

## Administració
| Període | Identitat      | Partit        |
| ------- | -------------- | ------------- |
| 2007-   | Antonio Miceli | Llista cívica |